# Šanov (Zlín)
Šanov (in tedesco Schanow) è un comune della Repubblica Ceca facente parte del distretto di Zlín, nella regione di Zlín.